# Phuket International 2025
Die Phuket International 2025 im Badminton fanden vom 1. bis 6. April 2025 in Phuket statt. Das Turnier trug den kompletten Titel Toyota Phuket International Series 2025.

## Sieger und Platzierte
| Disziplin    | Gold                                  | Silber                                | Bronze                                  |
| ------------ | ------------------------------------- | ------------------------------------- | --------------------------------------- |
| Herreneinzel | Wang Po-wei                           | Cho Geon-yeop                         | Dong Tianyao                            |
| Herreneinzel | Wang Po-wei                           | Cho Geon-yeop                         | Wang Zijun                              |
| Dameneinzel  | Tidapron Kleebyeesun                  | Xu Wenjing                            | Kim Min-ji                              |
| Dameneinzel  | Tidapron Kleebyeesun                  | Xu Wenjing                            | Kana Furukawa                           |
| Herrendoppel | Chen Xujun Guo Ruohan                 | Pharanyu Kaosamaang Tanadon Punpanich | He Zhi-wei Huang Jui-hsuan              |
| Herrendoppel | Chen Xujun Guo Ruohan                 | Pharanyu Kaosamaang Tanadon Punpanich | Adrian Pratama Patra Harapan Rindorindo |
| Damendoppel  | Tidapron Kleebyeesun Nattamon Laisuan | Atitaya Povanon Patida Srisawat       | Lin Chih-chun Lin Wan-ching             |
| Damendoppel  | Tidapron Kleebyeesun Nattamon Laisuan | Atitaya Povanon Patida Srisawat       | Rima Sekino Mei Sudo                    |
| Mixed        | Gao Jiaxuan Wu Mengying               | Jimmy Wong Lai Pei Jing               | Wu Guan-xun Lee Chia-hsin               |
| Mixed        | Gao Jiaxuan Wu Mengying               | Jimmy Wong Lai Pei Jing               | Kim Gi-jung Eom Hye-won                 |